# Alpine Ski-Junioreneuropameisterschaften 1975
Die 4. Alpinen Ski-Junioreneuropameisterschaften fanden vom 30. Januar bis 2. Februar 1975 in Mayrhofen, Zell am Ziller und Finkenberg in Österreich statt. Rund 200 Skirennläufer aus 21 Ländern waren für die Wettkämpfe gemeldet.

## Herren

### Abfahrt
| Platz | Land | Sportler         | Zeit        |
| ----- | ---- | ---------------- | ----------- |
| 1     | FRG  | Michael Veith    | 1:59,44 min |
| 2     | AUT  | Leonhard Stock   | 2:02,17 min |
| 3     | ITA  | Germano Pegorari | 2:03,13 min |

Datum: 30. Januar

Piste: Gerlosstein

Streckenlänge: 3100 m

Höhenunterschied: 750 m

Der 16-jährige Finne Markku Vuopala starb nach einem Sturz im Zielauslauf.

### Riesenslalom
| Platz | Land | Sportler          |
| ----- | ---- | ----------------- |
| 1     | LIE  | Andreas Wenzel    |
| 2     | AUT  | Leonhard Stock    |
| 3     | SWE  | Torsten Jakobsson |

Datum: 31. Januar (1. Durchgang) und 1. Februar (2. Durchgang)

Piste: Horberg

### Slalom
| Platz | Land | Sportler      | Zeit        |
| ----- | ---- | ------------- | ----------- |
| 1     | YUG  | Bojan Križaj  | 1:15,60 min |
| 2     | TCH  | Bohumír Zeman | 1:16,70 min |
| 3     | LIE  | Paul Frommelt | 1:16,93 min |

Datum: 2. Februar

Piste: Penken

## Damen

### Abfahrt
| Platz | Land | Sportlerin             | Zeit        |
| ----- | ---- | ---------------------- | ----------- |
| 1     | NOR  | Torill Fjeldstad       | 1:40,96 min |
| 2     | AUT  | Anneliese Petautschnig | 1:42,21 min |
| 3     | ITA  | Laura Motta            | 1:42,27 min |

Datum: 30. Januar

Piste: Gerlosstein

### Riesenslalom
| Platz | Land | Sportlerin     |
| ----- | ---- | -------------- |
| 1     | AUT  | Martina Ellmer |
| 2     | SWE  | Karin Sundberg |
| 3     | FRG  | Monika Berwein |

Datum: 31. Januar

Piste: Horberg

### Slalom
| Platz | Land | Sportlerin           |
| ----- | ---- | -------------------- |
| 1     | FRG  | Monika Berwein       |
| 2     | NOR  | Torill Fjeldstad     |
| 3     | FRG  | Marianne Zechmeister |

Datum: 1. Februar

Piste: Penken

## Medaillenspiegel
| Platz | Land             | Gold | Silber | Bronze | Gesamt |
| ----- | ---------------- | ---- | ------ | ------ | ------ |
| 1     | BR Deutschland   | 2    | –      | 2      | 4      |
| 2     | Österreich       | 1    | 3      | –      | 4      |
| 3     | Norwegen         | 1    | 1      | –      | 2      |
| 4     | Liechtenstein    | 1    | –      | 1      | 2      |
| 5     | Jugoslawien      | 1    | –      | –      | 1      |
| 6     | Schweden         | –    | 1      | 1      | 2      |
| 7     | Tschechoslowakei | –    | 1      | –      | 1      |
| 8     | Italien          | –    | –      | 2      | 2      |